# Louis Béroud

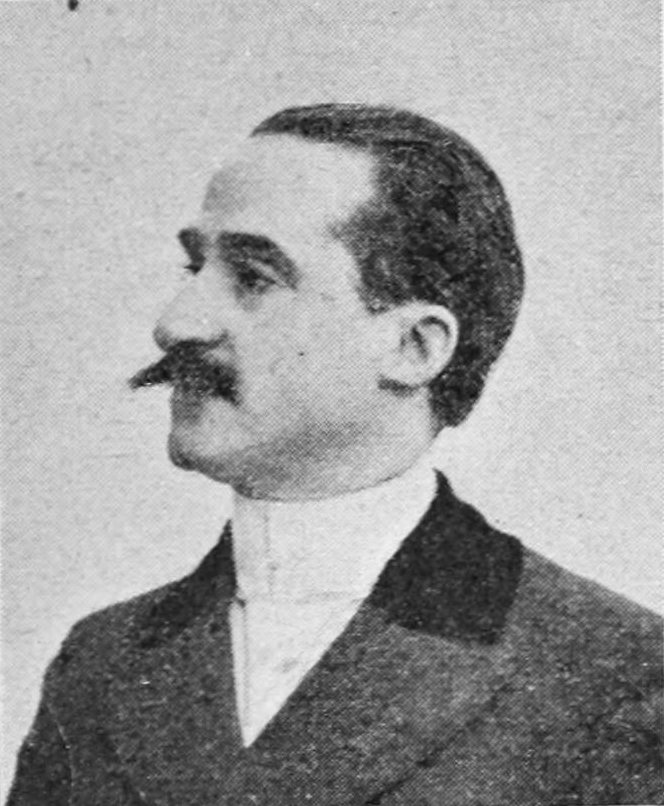
Louis Béroud

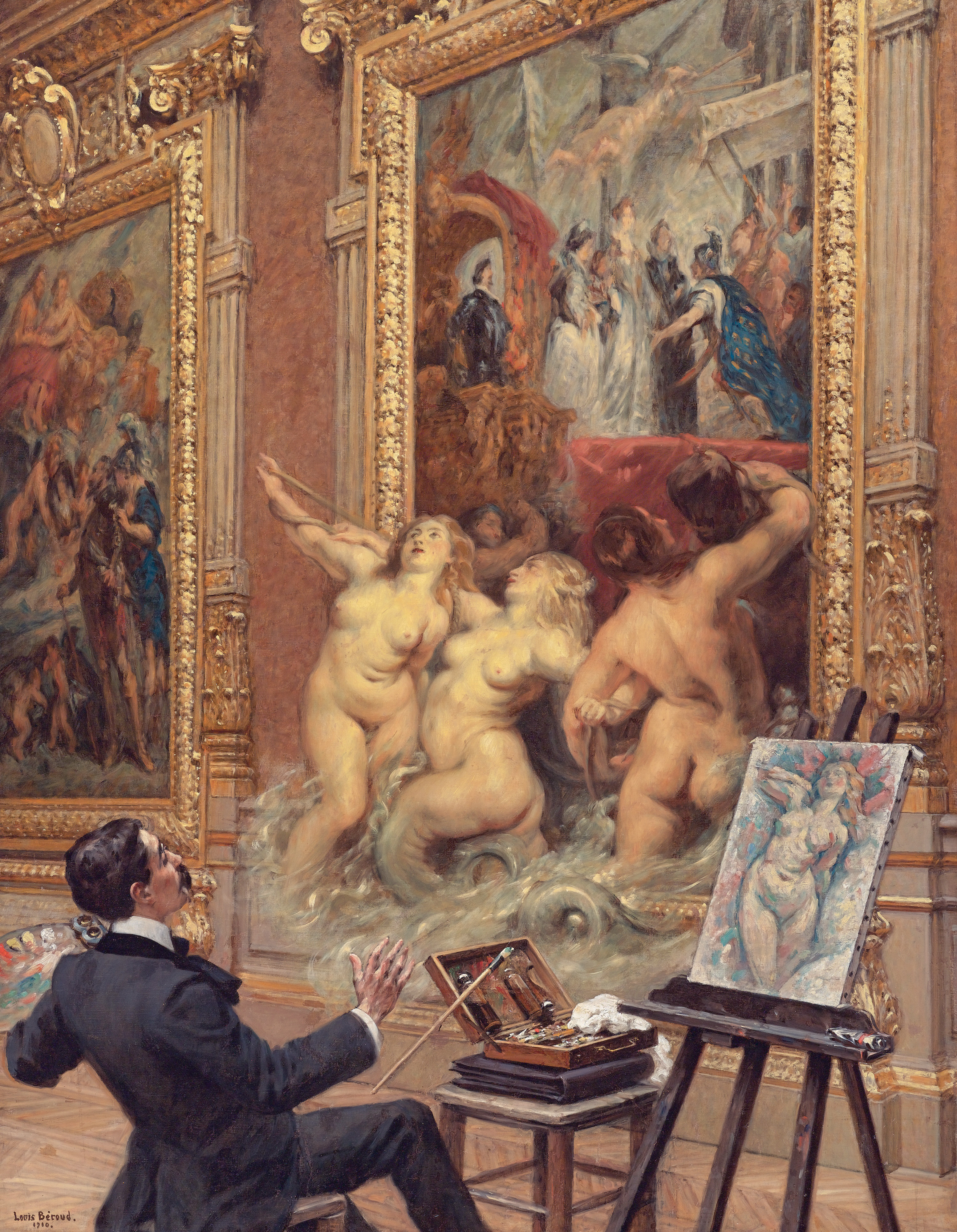
Louis Béroud im Louvre, Öl auf Leinwand, 1910

Louis Béroud (* 17. Januar 1852 in Lyon; † 1930 in Paris) war ein französischer Maler des Symbolismus.
Er kam im Jahr 1861 nach Paris, trat im Alter von 15 Jahren in die Werkstatt von Jean-Baptiste Lavastre und Pierre-Eugène Gourdet ein und nahm später Unterricht bei Léon Bonnat. Im Pariser Salon stellte er erstmals im Jahr 1873 aus.

## Werke (Auswahl)

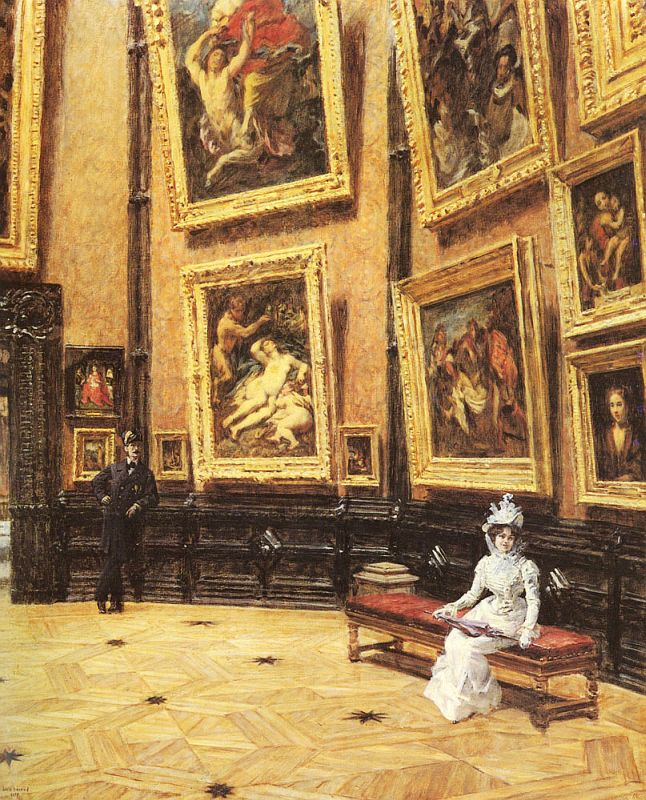
Im Louvre, Öl auf Leinwand, 1899
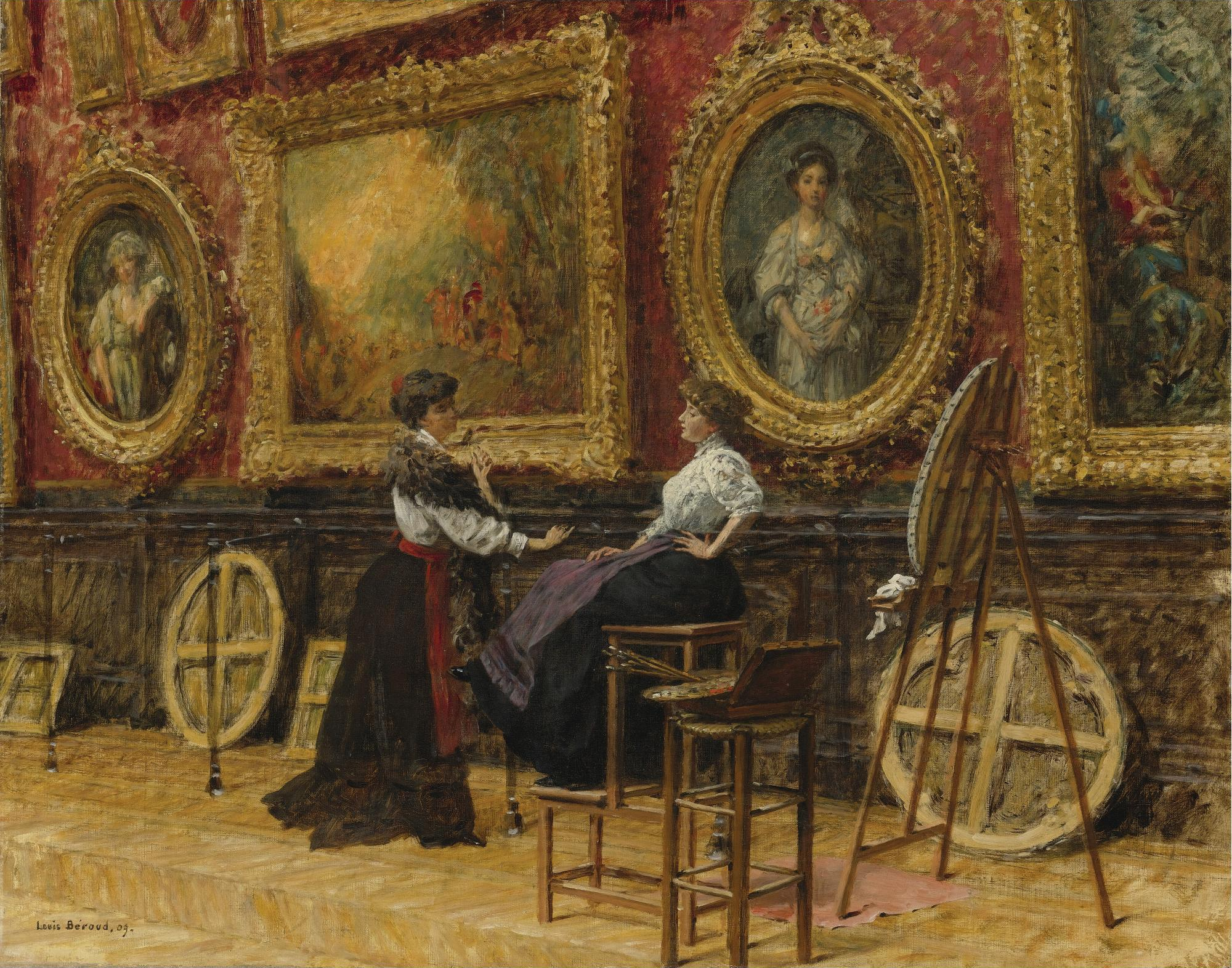
Die Kopierer im Louvre, Öl auf Leinwand, 1909
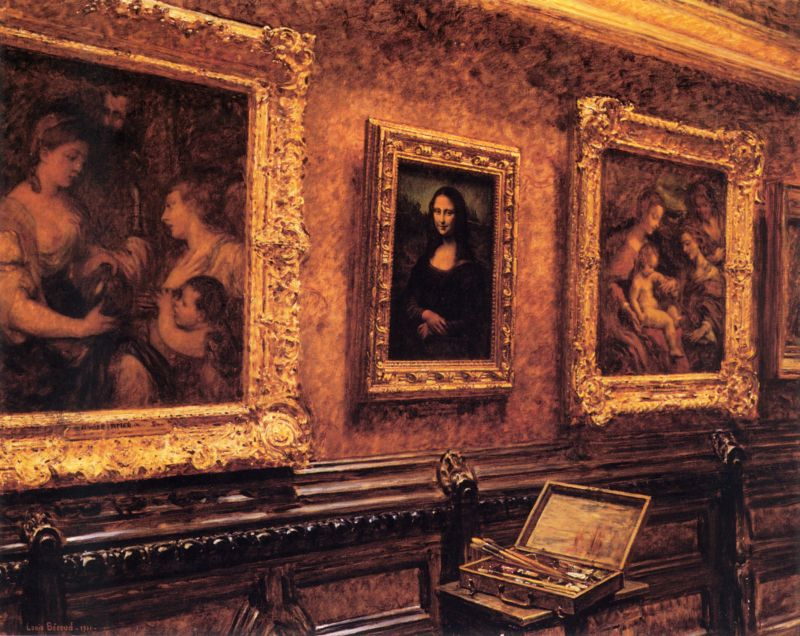
Mona Lisa im Louvre, Öl auf Leinwand, 1911